# Traffico indotto
Il fenomeno del traffico indotto è la manifestazione nel campo dei trasporti di quella legge economica nota come induzione della domanda.
È un concetto che nel dibattito sull'espansione del sistema dei trasporti assume una certa importanza, e viene usato come un argomento contro la costruzione e l'allargamento delle strade, soprattutto quelle più importanti. Viene anche considerato da alcuni tra i fattori che contribuiscono alla suburbanizzazione selvaggia.

## Effetti sul sistema di trasporto
Una domanda latente di trasporto è stata data per scontata dai progettisti di strade per parecchi decenni. J. J. Leeming, un ingegnere del traffico, descrive il fenomeno nel suo saggio del 1969:
(J. J. Leeming, "Road Accidents: Prevent or Punish")

### Il costo degli spostamenti

Quando l'offerta di un bene aumenta da S1 a S2 il suo prezzo scende da P1 a P2 e la quantità consumata aumenta da Q1 a Q2

Un viaggio può essere considerato dal punto di vista del costo o del prezzo ad esso associato (il costo generalizzato, g) che comprende i costi monetari (per es. carburante e pedaggi) e i costi opportunità del tempo speso per spostarsi, che vengono di solito calcolati come il prodotto tra il tempo di viaggio e il valore del tempo del viaggiatore.
Quando la capacità stradale viene aumentata, inizialmente si dispone di più spazio per singolo autoveicolo e la congestione viene ridotta, riducendo così anche il tempo di viaggio e il costo generalizzato ad esso associato grazie alla riduzione del costo opportunità. Di fatto questa rappresenta la giustificazione chiave per la costruzione di nuove strade.
Un cambiamento nel costo (o prezzo) del viaggio ha come conseguenza anche un cambiamento della quantità di viaggi effettuati. Questo è giustificato dalla teoria della Domanda e offerta, illustrata più avanti.
Nel caso di strade e autostrade l'offerta è rappresentata dalla capacità stradale e la quantità consumata dai veicoli/chilometro percorsi. L'entità dell'aumento della quantità consumata dipende dall'elasticità della domanda.

### Elasticità della domanda di traffico
L'elasticità della domanda di traffico correlata alla capacità stradale ha un valore compreso tra 0 e 1, il che significa che un aumento dell'1% della capacità stradale genererà meno dell'1% di aumento di traffico. Quindi la costruzione di nuove strade avrà come conseguenza un traffico ulteriore che non si verificherebbe se non si aumentasse la capacità stradale. Inoltre il traffico nel lungo periodo può aumentare di una percentuale maggiore all'1%, dato che l'elasticità della domanda è una derivata parziale definita solo nel breve periodo. In altre parole il valore dell'elasticità della domanda viene calcolato sull'assunto che, oltre all'aumento dell'offerta, tutte le altre variabili restino costanti, cosa assai improbabile nel lungo periodo, soprattutto nel caso della costruzione o dell'ampliamento di una strada.
Nel breve periodo, l'aumento di domanda scaturisce sia da persone che effettuano spostamenti che non avrebbero fatto prima (a causa della diminuzione dei costi di viaggio), o da persone che cambiano la tempistica dei loro spostamenti avvicinandola di più alle loro preferenze (cioè riducendo il loro ritardo programmato). Per esempio le persone possono andare al lavoro in anticipo rispetto a quanto sarebbe necessario allo scopo di evitare le ore di punta – ma se la capacità stradale viene aumentata i picchi di traffico sono più bassi. Questo ha come conseguenza un aumento della domanda nelle ore di punta.
Il traffico indotto può venire generato anche da precedenti utenti del trasporto pubblico che decidono di passare all'utilizzo dell'auto.
Nel lungo periodo gli schemi di utilizzo del territorio vengono alterati – per esempio si costruiscono nuovi insediamenti lungo la nuova strada, aumentando la domanda di trasporto. Vengono anche influenzate le scelte abitative e lavorative delle persone a causa della nuova strada (e benché questa sia una conseguenza prevista dall'economia urbana, costituisce traffico indotto, di solito perché la gente è disponibile ad andare più lontano per recarsi al lavoro in conseguenza della costruzione di una nuova strada, aumentando il livello complessivi di veicoli/chilometro percorsi). Alla fine, il traffico indotto può di nuovo portare la capacità stradale al collasso, in un circolo vizioso.

### Traffico indotto e pianificazione dei trasporti
Anche se i progettisti tengono sempre in considerazione una futura crescita del traffico nella costruzione di nuove strade (essendo spesso una ragionevole giustificazione in sé per la costruzione di una nuova strada quella secondo la quale la crescita del traffico richiederà un aumento di capacità stradale), questa crescita è prevista solo sulla base degli aumenti del numero di automobili per abitante e dell'attività economica, non tenendo in considerazione il traffico generato dalla presenza della strada medesima (cioè si dà per scontato che il traffico crescerà comunque, indipendentemente dalla presenza o meno della nuova infrastruttura).
Nel Regno Unito l'idea di traffico indotto fu alla base delle proteste contro le politiche governative per la costruzione di nuove strade negli anni '70, '80 e primi '90, finché non venne accettata anche dal governo in seguito allo studio di una sua commissione nel 1994. Comunque nonostante questo concetto sia ormai unanimemente accettato, non sempre il fenomeno del traffico indotto viene tenuto nella giusta considerazione.
Un classico esempio di traffico indotto è stata la costruzione di una circonvallazione intorno a Londra, la M25, tra la fine degli anni ottanta e l'inizio dei novanta. Nel breve periodo (quasi dall'apertura), la circonvallazione si trovò ad essere estremamente trafficata e spesso congestionata (dato che i progettisti avevano sottostimato il livello della domanda, che era in parte indotta, e per questo la strada non aveva la capacità sufficiente a soddisfarla). Nel lungo periodo, cioè nel giro di qualche anno, si svilupparono nuove aree residenziali e lavorative nei pressi della M25, contribuendo a cambiare le scelte abitative e occupazionali, che andarono ad incrementare ulteriormente la domanda.

### Ridurre l'effetto di induzione
Il traffico indotto può essere evitato se il costo generalizzato del viaggio non diminuisce quando si aggiunge nuova capacità stradale (strumento conosciuto come "locking in", chiudere dentro i vantaggi (cioè in questo caso i ridotti tempi di spostamento) derivati dall'aumento di capacità. Questo si può raggiungere grazie a:
- Road pricing – l'utente paga per la riduzione dei tempi di viaggio.
- Aumento dei costi di parcheggio e diminuzione della disponibilità di posti auto.
- Destinazione del nuovo spazio stradale a utenze particolari, per esempio corsie preferenziali per autobus, piste ciclabili, corsie per veicoli ad alta occupazione (HOV lanes). In questo modo il costo generalizzato dello spostamento resterà costante per alcuni utenti, mentre per altri diminuirà, incoraggiando uno spostamento verso quel tipo di utilizzo. Comunque questo genere di misure favoriscono un aumento dei livelli globali di traffico dato che il cambio di modalità di trasporto riduce la presenza di veicoli sulla corsie non riservate, diminuendo i costi di viaggio per questo tipo di utenza e quindi aumentando la domanda.
- La zonizzazione è stata proposta come strumento di prevenzione della urbanizzazione selvaggia conseguente alla costruzione di una nuova strada; comunque spesso le amministrazioni locali mancano del potere e/o della volontà per contrastare gli interessi dei costruttori.
- Aumento dei costi di viaggio, per esempio aumentando le tasse sui carburanti o i costi di registrazione degli autoveicoli
- Aumento dei costi delle patenti di guida per certe tipologie di autoveicolo (es. i SUV), diminuendo i costi di modalità di trasporto più desiderabili (es. gli autobus).

## Riduzione della domanda, o evaporazione del traffico (effetto inverso)
Proprio come l'aumento della capacità stradale riduce i costi di viaggio incrementando così la domanda, il suo rovescio è altrettanto vero – la diminuzione di capacità stradale "aumenta" i costi di viaggio e fa diminuire la domanda. Questo significa che, teoricamente, nel lungo periodo, la chiusura di una strada o la riduzione della sua capacità avrà come conseguenza delle modifiche nei comportamenti di viaggio volti a compensare la riduzione di offerta – per esempio la gente potrebbe smettere di compiere particolari viaggi, cambiarne la tempistica o passare al trasporto pubblico.
Il fenomeno dell'evaporazione del traffico è stato dimostrato in un certo numero di studi sulla chiusura per lavori di un certo numero di ponti e di arterie importanti. Questi studi hanno dimostrato che il traffico totale, misurato considerando la strada o il ponte chiusi e i percorsi alternativi sui quali il traffico si riversava, si assestava a livelli più bassi di quelli precedenti la chiusura. Nei fatti questo è un argomento per convertire strade precedentemente dedicate al traffico in zone pedonali, con positivi impatti sull'ambiente e sulla congestione, come per es. nell'area centrale di Firenze.
Nello stesso modo ridurre il servizio di trasporto pubblico ridurrà in qualche modo l'utilizzo del servizio medesimo, con la cancellazione di alcuni spostamenti o con l'utilizzo del trasporto privato.

## Effetti pratici
Numerose città europee hanno applicato intenzionalmente e con successo una serie di misure ispirate ai concetti di induzione ed evaporazione del traffico, aumentando l'offerta per le modalità di trasporto meno congestionanti, come il trasporto pubblico e la bicicletta a scapito della modalità di trasporto più invasiva in termini spaziali, l'automobile, attraverso il cambio di destinazione d'uso di una certa percentuale degli spazi pubblici. In questo modo l'aumento del costo generalizzato degli spostamenti in automobile si traduce in una diminuzione dello stesso costo degli spostamenti più sostenibili.
L'esempio più notevole in questo senso è forse la città di Norimberga che in seguito a una serie di limitazioni progressive alla circolazione ha visto cadere, nel periodo dal 1989 al 2000, i flussi di traffico nel centro storico da oltre 90 000 veicoli al giorno a meno di 50 000, senza che questo si traducesse in un aumento del traffico nelle periferie, che anzi hanno beneficiato anch'esse di una lieve diminuzione dei livelli di congestione, nell'ordine di qualche punto percentuale.